# Freudenstadt (district)
Districtul Freudenstadt este un Kreis în landul Baden-Württemberg, Germania.
1. 1 2 3  GeoNames